# Mach Rider
Mach Rider es un videojuego de carreras futuristas creado por Nintendo. Fue uno de los dieciocho títulos de lanzamiento de la consola Nintendo Entertainment System en América en octubre de 1985. Un mes después aparecería en Japón. En marzo de 1987, coincidiendo también con el estreno de NES, se lanzaría en Europa y el resto de territorios PAL. En 2007 entraría a formar parte del catálogo de la Consola Virtual de Wii.

## Sistema de juego
El control del juego es algo más complejo que el de los juegos de su tiempo. Los botones izquierdo y derecho de la cruceta, mueven la moto de un lado a otro; los botones arriba y abajo de la cruceta sirven para cambiar de marcha (la moto de Mach Rider tiene cuatro marchas). El botón A es el acelerador; el botón B dispara el arma que lleva incorporada la moto, útil para eliminar a los enemigos y los obstáculo de la carretera, consiguiendo así puntos.
El número de puntos que se consiguen depende del poder del enemigo o tipo de obstáculo eliminado. Si el jugador consigue obstruir a un enemigo con alguno de los obstáculos de la carretera, obtiene más puntos y además rellena el cargador del arma de la moto.
Existen los siguientes cuatro modos de juego:
Fighting Course: consiste en el modo historia del juego. Mach Rider debe atravesar diez sectores diferentes llenos de obstáculos evitando ser destruido. Si esto llegara a ocurrir, Mach Rider explotaría en pedazos y volvería a recomponerse mientras le quedara energía. Como muchos de los juegos de la época, como Ice Climber o Balloon Fight, no hay una secuencia de final de juego. Una vez terminados los diez sectores, el juego vuelve a comenzar. En cada sector el jugador debe elegir entre dos recorridos, A y B. Los dos recorridos son diferentes entre sí y diferentes de los de otros sectores.
Endurance Course: el jugador debe recorrer cierto número de kilómetros antes de que el tiempo llegue a cero. Obstáculos y enemigos se interpondrán para retrasar la carrera. En este modo la energía y la vida no son un factor decisivo, ya que ser destruido significa una gran pérdida de tiempo.
Solo Course: exactamente igual que el modo Endurance Course, pero sin enemigos.
Design Mode: en este modo el jugador puede diseñar su propio sector y después recorrerlo en cualquiera de los tres modos anteriores. Sin embargo, al igual que en Excitebike, el juego requería el Famicom Data Recorder para guardar los recorridos creados (aparato que nunca salió de Japón). Esto se solventó con la versión de 2007 para la Consola Virtual, que permite guardar los recorridos en la memoria de la consola Wii.

## Argumento
El juego tiene lugar en el año 2112. La Tierra ha sido invadida por fuerzas diabólicas conocidas como Quadrunners. La ciudad de Mach Rider, el héroe del juego, ha sido destruida y ahora debe viajar de sector en sector en su motocicleta en busca de un nuevo hogar eliminando a los enemigos que se cruzan en su camino.

## Versiones
- Vs. Mach Rider fue lanzado como parte de la serie VS. de Nintendo. Este arcade era una modificación del modo Endurance Course del juego original. Incluía una breve escena en la que podía verse a Mach Rider de pie junto a la moto.
- La Consola Virtual de Wii recibió en 2007 este juego. Se mantuvo exactamente igual y se solucionó el problema de guardado de los circuitos creados.

## Curiosidades
- Mach Rider no ha tenido ninguna secuela real, pero muchos de sus elementos han sido utilizados por Nintendo en otros juegos. El ejemplo más claro es la saga F-Zero: una saga de carreras futuristas, donde se alcanzan grandes velocidades y se pueden usar armas en la pista. Todos estos elementos, junto al gran parecido entre Captain Falcon y Mach Rider, hacen que la saga F-Zero pueda considerarse la sucesora espiritual de este videojuego.

- El videojuego Super Smash Bros. Melee contiene varias melodías del juego. Pueden ser oídas en el escenario llamado Big Blue, de la saga F-Zero. Dicha melodía también suena en Super Smash Bros. Brawl, en el escenario Port Town Aero Dive (también de la saga F-Zero. Además, Mach Rider aparece como trofeo para coleccionar en Super Smash Bros. Melee.

- Se cuenta que Mach Rider fue un personaje no terminado para ser jugable en Super Smash Bros. Melee; y tampoco aparece en su secuela, Super Smash Bros. Brawl.

- WarioWare: Twisted! tiene un microjuego basado en Mach Rider.